# Videojugador

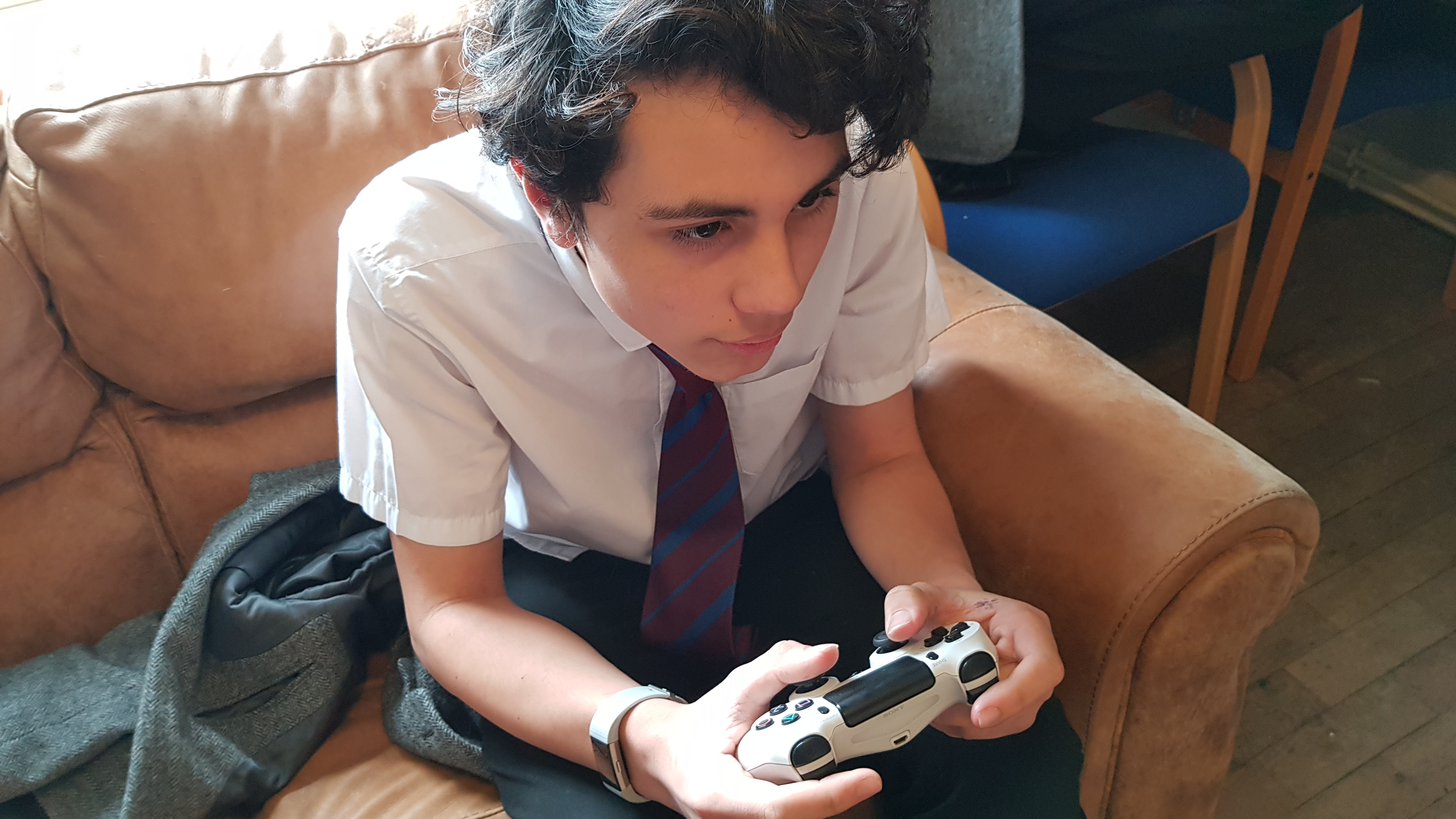
Un videojugador amb el comandament de la Play Station 4 a les mans.

Videojugador és la persona que juga a videojocs, ja sigui de forma esporàdica o assídua, afeccionat o professional. També es pot anomenar jugador (de videojocs), en aquest cas, el context pot fer innecessària la part del terme que està entre parèntesis, i n'hi ha prou de referir-s'hi com a jugador. Sovint s'usa l'anglicisme gamer, tot i que no és recomanable.

## Classificació dels jugadors

### Jugadors professionals
Els jugadors professionals són els que reben una remuneració per jugar a videojocs. Són persones que habitualment estudien a fons el joc a fi de dominar-lo i participen en competicions. Un jugador professional també pot ser un altre tipus de jugador, com un jugador de hardcore, si compleix els criteris addicionals d'aquest tipus de jugador. Als països d'Àsia, especialment a Corea del Sud i Xina, els jugadors i equips professionals estan patrocinats per grans empreses i poden guanyar més de 100.000 dòlars EUA anuals.
Algunes competicions de videojocs (com per exemple League of Legends Championship Series i League of Legends Champions Korea) ofereixen salaris garantits als jugadors. Malgrat això, alguns jugadors prefereixen la competició en línia, ja que en alguns casos és més rendible que competir amb un equip i poden determinar el seu propi horari. El torneig internacional concedeix 10 milions de dòlars EUA als guanyadors, però els equips que no tenen la mateixa quantitat d'èxit sovint no tenen estabilitat financera i sovint es trenquen després de no guanyar.

### Novells
Sovint anomenats amb el terme d'argot noob (de l'anglès newbie), els novells són els jugadors inexperts o que s'acaben d'iniciar en un joc o en els videojocs en general.